# رمون گگان
رمون گگان (انگلیسی: Raymond Guégan; ۷ دسامبر ۱۹۲۱ – ۲۷ آوریل ۲۰۰۷) دوچرخه‌سوار اهل فرانسه بود.